# Batura Sar
Batura Sar, también conocido como Batura I, es la  montaña número 25 más alta de la Tierra y la número 12 de Pakistán. Es, también, la montaña más alta de Batura Muztagh, una subcordillera de la cordillera del Karakórum , que es la región más al oeste del macizo. La montaña es el cénit de la denominada Pared Batura, que es una línea continua a gran altura de la Batura Muztagh.
Otros nombre de la montaña son Batura, y Batura I East. En algunos casos se ofrece una altura de 7.785 m. Cuenta con dos picos de altura similar. A la cima occidental se le asigna una altura de 7.794 m.

## Situación
El Batura Sar y la Pared Batura se encuentran casi en el medio de la subcordillera que es la única parte del Karakórum que se encuentra al oeste del río Hunza. El río forma una curva que rodea el sureste, el este y noreste de la Batura Muztagh. Toda la subcordillera se encuentra en el distrito de Gilgit de Gilgit-Baltistan (antes, Territorios del Norte) de Pakistán.

## Características más importantes
Además de ser unas de las montañas más altas del mundo, el Batura Sar es el segundo pico más prominente en la cordillera del Karakórum. Como se encuentra en el extremo noroeste del Karakórum no hay pico ningún más elevado en el mundo situado al norte o al oeste.
La Pared Batura es notable por ser una arista larga e imponente (de aproximadamente 10 km) por encima de los 7000m. El Batura Sar es un pico del tipo arista más que uno de tipo más puntiagudo terminado en un punto más elevado aislado.
aunque es ligeramente más elevado que el relativamente cercano Rakaposhi, es mucho menos conocido ya que está mucho más apartado del Valle de Hunza.

## Historia
La escalada de la montaña comenzó en el Batura Muztagh más tarde que en otros partes del Karakórum y, a pesar de la altura de la montaña ha habido poca actividad montañera.
El ascenso a la cima fue intentado por primera vez en 1959 por tres montañeros británicos y dos alemanes. Todos ellos murieron, probablemente por una avalancha. Algunos de ellos es probable que llegaran cerca de la cumbre. El primer ascenso se produjo en 1976 por la Expedición de Göppingen al Karakórum-Himalaya dirigida por el Dr. Alexander Schlee. colocaron el campamento base en el Glaciar Baltar, debajo de la cara sur del pico, el 21 de mayo. Hubert Bleicher y Herbert Oberhofer alcanzaron la cima el 30 de junio.

## Libros/panfletos/mapas de Batura Sar
- High Asia: An Illustrated History of the 7000 Metre Peaks by Jill Neate, ISBN 0-89886-238-8
- Batura Mustagh (sketch map and pamphlet) by Jerzy Wala, 1988.
- Orographical Sketch Map of the Karakoram by Jerzy Wala, 1990. Published by the Swiss Foundation for Alpine Research.